# Venkovská usedlost čp. 177 (Andělská Hora)
Venkovská usedlost čp. 177 stojí na katastrálním území Andělská Hora ve Slezsku. Je součástí městské zástavby a byl zapsán do Ústředního seznamu kulturních památek ČR.

## Historie
Venkovský dům byl postaven v 18. století v ulici pod náměstím.

## Popis
Venkovský dům je volně stojící barokní zděná omítaná přízemní budova částečně podsklepená s hlavním průčelím obráceným k náměstí. Přízemí průčelí není členěné, je ukončeně dvouvrstvým štítem, který je ve spodní části členěný pilastry a je prolomen čtyřmi okny. Horní část je rozdělena do dvou štítů, které jsou ukončeny segmentovým tympanonem. Pravý štít nese letopočet 1804 nebo 1806, na levém je korouhvička v podobě kohouta. Boční průčelí směřující do ulice má čtyři přízemní okna ve štukových rámech a ve střední části štítový nástavec, který je členěný pilastry a ukončený tympanonem. Ve vrcholu je plechový dvojitý kříž s monogramem IH. Dům je zastřešen dvěma sedlovými střechami krytými břidlicí, štíty obrácené do dvora jsou hladké.
V interiéru vstupní chodba má křížovou klenbu a placku. Dvě místnosti mají trámový strop a tři místnosti mají štukovou římsu, zaklenutí zrcadlem, zaoblené rohy s pilastry.